# Patsch
Patsch Es un municipio en el Distrito de Innsbruck-Land en el estado austriaco del Tirol localizado a 6,7 km al sur de Innsbruck en la base del Patscherkofel.

## Historia
Es uno  de los pueblos más antiguos en la baja cordillera del sur cerca de la capital y se menciona en documentos por primera vez alrededor 1200 como "Patsche" o Pats“.

## Demografía
| Gráfica de evolución demográfica de Patsch entre 1869 y 2011 |
|                                                              |
| Fuente ISTAT - elaboración gráfica de Wikipedia              |